# Carl von La Roche

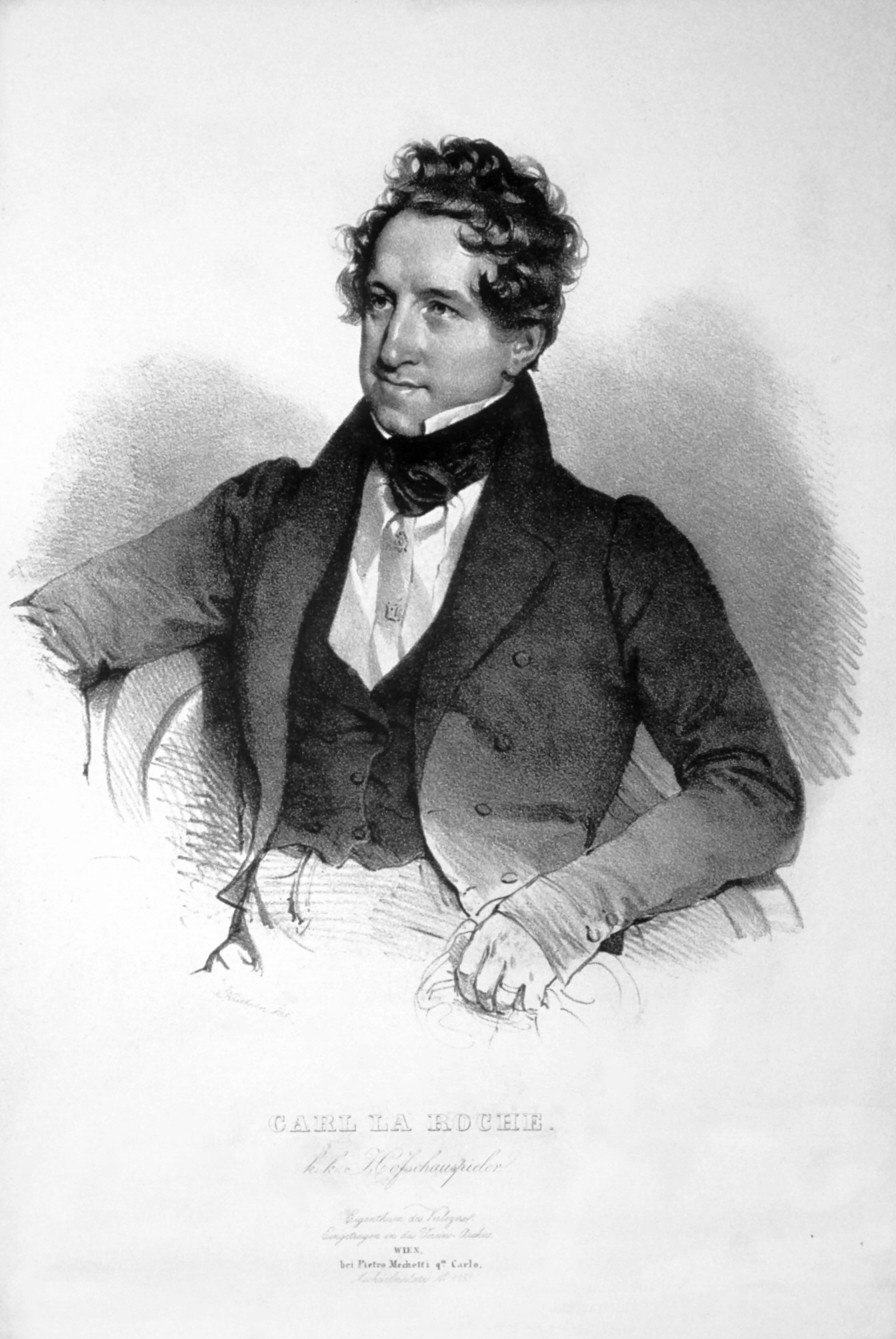
Carl Ritter von La Roche, Lithographie von Josef Kriehuber, 1835

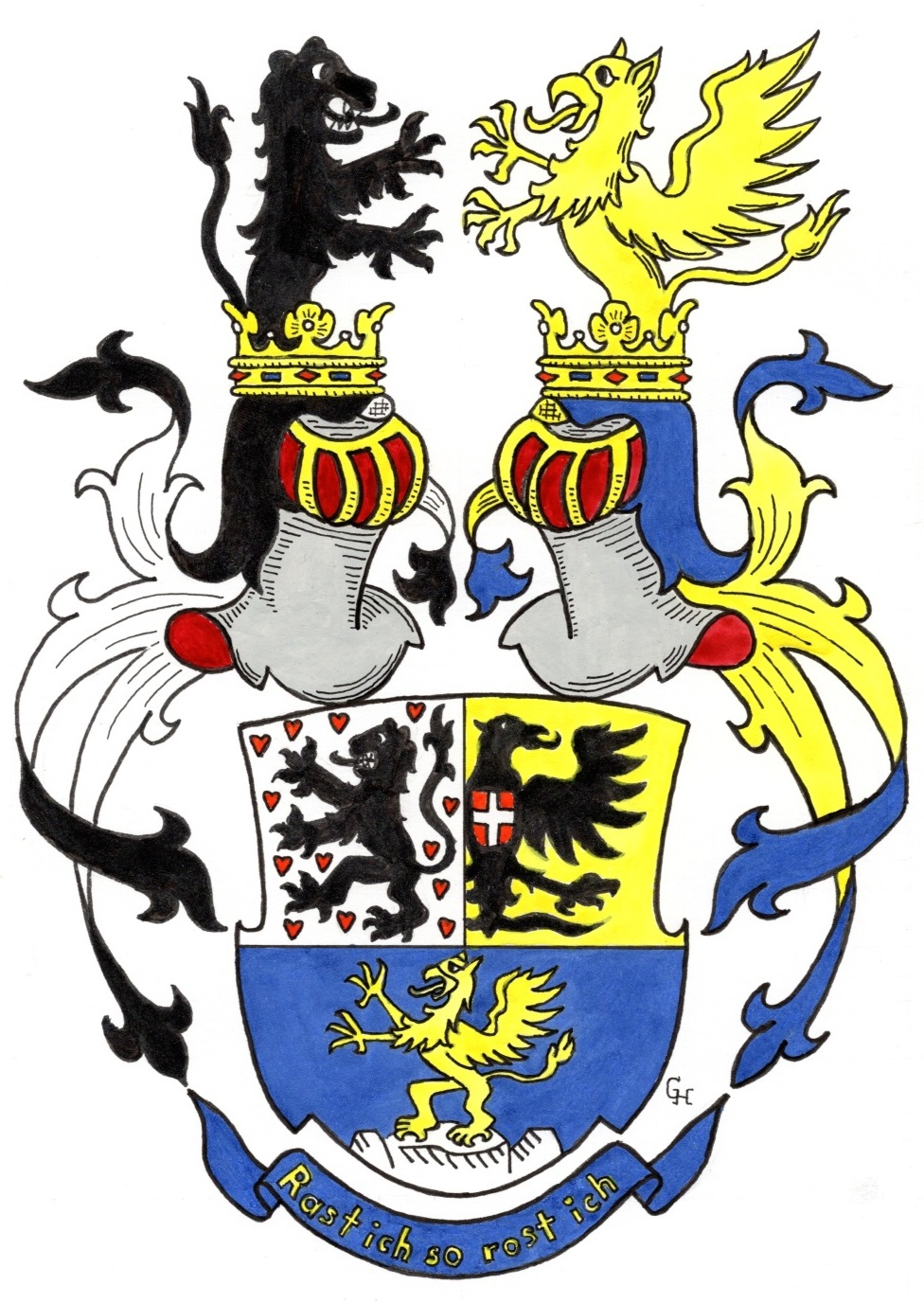
Ritterwappen Carl von La Roches, 1873.

Johann Carl August La Roche, ab 1873 Ritter von La Roche, auch Karl von La Roche (* 12. Oktober 1794 in Berlin; † 11. März 1884 in Wien) war ein deutsch-österreichischer Schauspieler. Er ist nicht zu verwechseln mit Carl Georg von La Roche (1766–1839), dem Sohn der Schriftstellerin Sophie von La Roche.

## Herkunft
Carl von La Roches Vater war Polizei-Inspektor in Berlin, später aber Kammerdiener des (Ministers ?) von der Schulenburg. Seine Mutter war Anne Susanne Belitz († 1814), eine Tochter des Herbergswirts Johann Gottfried Belitz und der Marie Therese Ruinat. Sein Bruder Julius (1781–1859) wurde auch Schauspieler.

## Leben
La Roche hatte zunächst Tiermedizin studiert, fand aber keine Befriedigung darin. Er wollte „lieber lebende Menschen darstellen, als tote Tiere sezieren“ und ging daher als Schauspieler zum Theater.
Nachdem er bei der Seconda’schen Gesellschaft in Dresden debütiert hatte, erhielt er ein Engagement beim Theater in Danzig, anschließend in Lemberg, Berlin, Königsberg und 1823 in Weimar.
Von hier aus gastierte er in Hannover, Hamburg, Berlin und an anderen Orten. Im Jahr 1833 erhielt er ein lebenslanges Engagement am Burgtheater in Wien; diesem Theater gehörte er bis zu seinem Tode an. 1873 war er durch die Verleihung des Ordens der Eisernen Krone III. Klasse in den erblichen österreichischen Ritterstand erhoben worden.
Im Alter von über 89 Jahren starb Carl von La Roche und fand seine letzte Ruhestätte auf dem Evangelischen Friedhof Matzleinsdorf in Wien (Gruft 228). Im Jahr 1894 wurde in Wien-Hietzing (13. Bezirk) die Larochegasse (alte Schreibung La Roche-Gasse) nach ihm benannt.

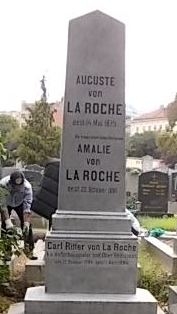
Carl von La Roche Grabstätte

## Familie
La Roche war zweimal verheiratet. Das erste Mal 1815 in Danzig mit Henriette Wagner, der Tochter eines Kollegen. Nach ihrer Scheidung ehelichte er am 24. März 1833 in Berlin die Schauspielerin Auguste Kladzig. Seine Tochter Amalie (1817–1881) war ebenfalls eine Sängerin. Sein Sohn Heinrich diente in der österreichischen Marine und starb nach längerem Leiden im Mai 1872 im 38. Lebensjahr.

## Rezeption
Stets zeigte sich Carl von La Roche in jeder Hinsicht seiner Aufgabe gewachsen. Natur war dasjenige, wonach er in allen Darstellungen strebte und wozu ihm die Mittel, sowohl in Erfassung des Dichtergenius als auch im Verständnis der Charaktere und geistreichen Wiederbeleben des vom Dichter Gegebenen, in hohem Grad zur Verfügung standen.

## Rollen (Auswahl)
- Franz Moor – Die Räuber (Friedrich Schiller)
- Mephistopheles – Faust. Eine Tragödie. (Johann Wolfgang von Goethe)
- Lear – König Lear (William Shakespeare)
- Shylock – Der Kaufmann von Venedig (William Shakespeare)
- der alte Klingsberg – Die beiden Klingsberg (August von Kotzebue)
- Cromwell – Cromwell (Victor Hugo)
- Bäcker Ehlers – Dienstpflicht (August Wilhelm Iffland)
- Malvolio – Was ihr wollt (William Shakespeare)